# Dunavecse
Dunavecse là một thành phố thuộc hạt Bács-Kiskun, Hungary. Thành phố này có diện tích 66,77 km², dân số năm 2010 là 4036 người, mật độ 60 người/km².